# T3アリーナ
『T3アリーナ』（ティースリーアリーナ / T3 Arena）は、中国のゲーム会社XD Inc.が開発、運営するiOS/Android用サードパーソン・シューティングゲーム。基本プレイ無料で、アイテム課金が存在する。キャッチコピーは「YES! YOU CAN.」（日本語版では「YES! できる。」）。

## 概要
3対3、5対5で行われるの多彩なゲームモードが存在するサードパーソン・シューティングゲーム。オーバーウォッチやTeam Fortress 2に強く影響されており、同作と似たシステムを多く持つ。
試合は専用のステージで行われ、ステージは各ゲームモードごとに数種類用意されている。敵に倒されると一定時間経過後に自陣でリスポーンする。一般的なTPSとは違い、本作には敵に照準を合わせた時に自動で発砲する「自動発砲機能」があり、シューティングゲームが苦手なプレイヤーでも楽しめる仕様となっている（この機能は設定からオフにすることも可能）。本作は基本プレイ無料であるが、アイテム課金によりゲーム内通貨の「ジェム」を購入でき、後述のプレミアムパスなどの購入に使用できる。
開発元のXD Inc.（以下XD）は、『T3アリーナ』のiOS版が2022年5月26日の配信から約2週間で100万ダウンロードを達成し、リリース1週目でアメリカ、カナダ、日本、シンガポールにて、iOS無料アプリランキングの「アクション」、「ストラテジー」などの複数カテゴリーで第1位を獲得したことを発表した。また、Android版は、中国のアプリ配信プラットフォーム「Taptap」から独占配信されていたため、Google Play Storeでのダウンロードはできなかったが、2022年秋にGoogle Play Storeでもダウンロード可能になることが発表された。
また、本作は日本におけるEスポーツ事業にも力を入れており、2022年8月5日に、XDはゲーマー向けコミュニティプラットフォーム『GauG（ゴーグ）』とパートナシップを締結し、公式大会「The Rampage（ザ・ランページ）」を共同で毎月開催し、日本向けのマーケティングをサポートすることを発表した。

## シーズン
本作にはシーズン制度が存在し、シーズン中は様々なタスクをこなしてパスレベルを上げることで様々な報酬を入手できる。無料でも報酬は入手できるが、ジェムを使用して「プレミアムパス」（いわゆるバトルパス）を購入することで、限定ヒーローや各種強化アイテムなどを追加で入手できる。
| シーズン          | タイトル                      | 期間                            | 説明 |
| ----------------- | ----------------------------- | ------------------------------- | --- |
| シーズン1         | 栄光の序曲（Glory Begins）    | 2022年5月26日 - 2022年8月3日    | 正式リリース後最初のシーズン。新ヒーロー「ファーリン（旧:フェザー）」がパスの報酬として登場し、ベータ版にはなかったゲームモード「クラッシュ」や新ステージが追加された。また、シーズン途中には新ヒーロー「ディギー」「ケミスト」も追加された。                          |
| シーズン2         | ゲームの始まり（Lights On）   | 2022年8月4日 - 2022年10月12日   | 新ヒーロー「ヤア」がパスの報酬として登場し、4つの新ステージの追加や各種ゲームモードの大幅なリニューアルが行われた。シーズン途中には、新ヒーロー「フォード」やMVPシステムの追加なども行われた。                                                                         |
| シーズン3         | 変化（Transform）             | 2022年10月13日 - 2022年12月21日 | 新ヒーロー「ガトリン」がパスの報酬として登場し、常設のイベント「スーパーコアミッション」が追加された。また、シーズン中盤で大規模なアップデートが行われ、新通貨「スターコイン」、ヒーローの役割を示す「ロール」、「順位決定戦（ランクマッチ）」などの要素が追加された。 |
| シーズン4         | アイスファイア（Ice Fire）    | 2022年12月2日 - 2023年3月2日    | 新ヒーロー「ゼロ・ケルビン」がパスの報酬として登場し、新要素「ガチャ」やガチャ限定ヒーロー「ヴィンセント」が追加された。シーズン途中には、バレンタインデーをフィーチャーしたイベントや順位決定戦のシステムの見直しなどが行われた。                                     |
| シーズン5         | シンシティ（Sin City）        | 2023年3月2日 -2023年6月9日      | 新ヒーロー「フェイド」がパスの報酬として登場し、マッチメイキングシステムの改良や5対5モードのベータ版の追加などが行われた。シーズン後半には、次シーズンの先駆けとなる大型アップデートが行われ、第2通常スキルの追加とそれに伴う全ヒーローのバランス調整が行われた。      |
| スーパーシーズン1 | ネオンパーティ（Neon Party）  | 2023年6月9日 - 2023年8月18日    | 大型アップデートの影響によりナンバリングがリセットされ、「スーパーシーズン（以下SS）1」として開始された。新ヒーロー「ネオン」がパスの報酬として登場し、5対5モードの本格実装や順位決定戦のシステムの変更などが行われた。                                                |
| スーパーシーズン2 | 光の守護者（Light Guardian）  | 2023年8月18日 - 2023年10月26日  | 新ヒーロー「オノ」がパスの報酬として登場し、補給箱の全面的な廃止とそれに伴う新たなシステムの追加などの大型アップデートが行われた。シーズン後半には「ヒーローロード」も追加され、一部キャラの第2スーパースキルが戻ってきた。                                            |
| スーパーシーズン3 | 神々の戦争（War of the Gods） | 2023年10月26日 -                | 新ヒーロー「ダイモン」がパスの報酬として登場し、ガチャ限定のヒーロー「レイシア」も追加された。 |

## ゲームモード
バトルロイヤルは6人の個人戦、拠点占領、護送運搬は5対5、それ以外のモードは3対3で行われる。
チーム戦（Team Deathmatch）
チームで協力し、敵を倒した数を競うモード。先に敵を20回倒したチームが勝利する。
クリスタル攻防戦（Cristal Assault）
敵陣にあるクリスタルの破壊を目指し、味方のクリスタルを防衛することを目的とするモード。時間が経つにつれてクリスタルに与えるダメージが2，3，4倍と増加していく。先にクリスタルを破壊したチームか、時間切れになった時点でクリスタルにより多くダメージを与えたチームが勝利する。
バトルロイヤル（Free-For-All）
チーム戦の個人版。先に敵を15回倒したプレイヤーが勝利する。
拠点占領（Control）
ステージ内にある拠点の制圧を目的とするモード。拠点の中に入ることで、味方チームの拠点占領度を上げることができる。先に占領度が最大になったチームか、時間切れになった時点で占領度がより高かったチームが勝利する。
貨物護送（Payroad Race）
味方チームの輸送車をゴールまで運びつつ、敵チームの輸送車を妨害することを目的とするモード。先に輸送車をゴールさせたチームか、時間切れになった時点で輸送車の移動距離がより長かったチームが勝利する。
護送運搬（Payroad Escort）
攻撃側と防衛側に分かれ、攻撃側は輸送車をゴールまで運ぶことを目的とし、防衛側は輸送車をゴールさせないよう妨害することを目的とする。どちらになるかはランダムで決定される。時間内に輸送車がゴールした場合は攻撃側、しなかった場合は防衛側が勝利する。
クラッシュ（Crash）
敵チームのプレイヤーを全滅させることを目的とするモードで、他のモードと違い倒されるとリスポーンできない。一定時間経つと戦闘エリアが徐々に狭まっていく。このモードはラウンド制で、1ラウンド終了するたびにヒーローを切り替えて戦う。ラウンドに勝利した場合、そのラウンドで使用されたヒーローは次回以降選択できない。2ラウンド先取したチームが勝利する。
コインラッシュ（Coin Rush）
毎月1回開催されるモードで、ステージ上に散らばっているコインを集めることを目的とする。敵に倒されると所持コインの一部を失ってしまう。先にコインを100枚集めたチームの勝利となる。また、このモードで集めたコインはヒーローの強化素材として入手可能（上限あり）。

## ヒーロー
本作におけるプレイヤーキャラクターは「ヒーロー」と呼ばれる。ヒーローにはレベルが存在し、ゲーム内で獲得できるパワーコアとコインを使うことでレベルを10まで上げることができる。
2022年11月のアップデートで、全てのヒーローに「ロール」が割り当てられた。ロールは試合におけるヒーローの大まかな役割を示し、ダメージ、ヴァンガード、フランク、サポートの4つがある。
各ヒーローには、移動、ジャンプに加え、弾薬を使用して放てる基本攻撃の手段である「武器」、一定時間のクールタイムごとに使用できる2種の「通常スキル」、時間経過や攻撃ヒットにより溜まるゲージが満タンになると放てる「スーパースキル」、常時発動する「パッシブスキル」の4つの能力がある。パッシブスキルはレベル9に到達するとコインで購入できるようになる。また、一部のヒーローはスーパースキルが2つあり、第2スーパースキルは、各ヒーローごとに設定されている目標「ヒーローロード」を進めることで無料で入手できる。ただし、通常スキルと違い一度に選択できるスーパースキルは1つのみ。
また、各ヒーローのヒットポイントは「体力」と「シールド」の2つからなり（シールドがないヒーローも存在する）、このうちシールドは一定時間ダメージを受けずにいると少しずつ回復する。一方、サポートロール以外のヒーローは体力が自然回復せず、フィールド上に落ちている回復アイテムや一部のスキルで回復できる。シールドと体力の合計値を本節では「総合体力」と呼ぶ。
SS2までほとんどのヒーローは補給箱（ルートボックス）から確率で入手できたが、SS2から補給箱は廃止となり、新通貨「ヒーローチケット」で入手する形に切り替わった。ただしヴィンセントとレイシアのみチケットでの入手はできず、シーズン4にて追加された「ガチャ」で入手できる「伝説のクリスタル」3つと交換で入手できる。プレミアムパス限定のヒーローは、パスレベルが30になるとパスを未所持でもチケットで購入できるようになる。

### ダメージ
高い攻撃力を活かし、敵に継続して大ダメージを与えることを得意とするヒーロー。
スカジ（Skadi）
ロックシンガーのような見た目の女性ヒーロー。
大口径の「クラーケンピストル」を使用する。通常スキルは、音波を発射して当たった敵の動きを短時間封じ、自分は反動で後退する「フリーズソニック」と、高速移動しつつ弾薬を全てリロードする「ヘッジホップ」。スーパースキルは、巨大な音波を発射し、ダメージとノックバックを与える「ロッキンウェーブ」と、エレキギターを投げつけて範囲ダメージを与え、当たった敵を一定時間一方向にしか移動できなくする「踊っとく？」。パッシブスキルは、射撃が3回ヒットするごとに次の射撃の威力が上がる「フェイタルショット」。
単発高火力の飛び道具を多く持つ。中距離戦を得意とし、2種の通常スキルで敵との距離を保ちつつ高威力の射撃を繰り出せる。また、移動抑制効果が多いのも特徴のひとつである。
グロリア（Gloria）
探検家である赤髪の女性ヒーロー。
連射速度が速く、近距離での威力が高い「二連式散弾銃」を使用する。通常スキルの「デッドリーAR」では、武器を遠距離用のアサルトライフルに切り替え、射程と連射速度を向上させる。第2通常スキルは、敵から見えない地雷を設置する「ブラストマイン」。スーパースキルは、2回爆発する爆弾を設置し、1回目でスロー、2回目でダメージを与える「ディレイボム」と、ピラミッドを設置し、味方の銃弾とスキルがピラミッドを通過するとダメージが増加する「エネルギーピラミッド」。パッシブスキルは、2秒間ダメージを受けずにいると移動速度が増加する「スプリント」。
2種類の武器を切り替えながら戦うヒーロー。ライフルでの射撃は強力だが、装備中はリコイルが増加すると同時に視野も狭くなるため、臨機応変な切り替えが必要となる。また、設置スキルによる牽制性能の高さも魅力。
クリスティン（Cristina）
ドレッドヘアの女性ヒーロー。
障害物で跳ね返る「バウンスグレネード」を使用する。通常スキルは、敵や障害物にくっつく爆弾を投げる「粘着ボム」（3回までストック可能）と、一定距離を大ジャンプする「ジェットジャンプ」。スーパースキルは、10個の小型地雷を広範囲にばらまく「クラスターグレネード」と、敵の動きを短時間封じる地雷を12個射出する（地雷は破壊可能）「ノースルー」。パッシブスキルは、射撃がヒットした敵に継続ダメージを与える「火力全開」。
グレネードや地雷による高火力の射撃や設置技を活かした高いエリアコントロール性能が特徴。主要なエリアに放つことで敵の進路を塞いだり牽制したりできる。しかし耐久力は低い。
ハンター（Hunter）
眼鏡をかけた賞金稼ぎの男性ヒーロー。
3点バースト式の「3連発ライフル」を使用する。通常スキルは、範囲内の敵を可視化する装置を投げ、短時間移動速度が増加する「照明弾」（3回までストック可能）と、範囲内の味方を持続回復するエリアを生成する「ヒールエア」。スーパースキルは、チャージするほど威力が増す弾丸を撃つ「チャージショット」（3回までストック可能）と、味方の姿を隠す光の幕を展開する「ライトカーテン」。パッシブスキルは、敵を倒すと照明弾のストックが1つ回復する「ローテーションマスター」。
敵の可視化と機動力増加を併せ持つ照明弾は、奇襲や味方のサポートなど様々な用途で役立つ。射撃の威力が高く、またダメージヒーローでありながら範囲回復スキルも備えているが、クールタイムは長い。
マーク（Mark）
右腕に義手を装着した元軍人の男性ヒーロー。
連射力に優れる中距離用の「プロトタイプオートガン」を使用する。通常スキルは、敵めがけて飛ぶ追尾榴弾を1発発射する「鎮圧グレネード」と、ホバーボードに乗って移動速度が増加する「ジェットサーフィン」。スーパースキルは、短時間味方全員が範囲内の敵を可視化できるようになり、その敵に与えるダメージも増加する「マークトラッキング」と、敵の視界を狭めるエリアを広範囲に生成する「光学ジャマー」。パッシブスキルは、非戦闘状態時に体力が少しずつ回復する「ショートブレイク」。
連射力の高い射撃をはじめ、追尾性能のある飛び道具や持続回復などとバランスの取れたスキルセットを持つが、耐久力は低い。ジェットサーフィンはクールタイム無しで機動力を強化できるが、発動中は攻撃できない。
オーサス（Ossas）
騎士のような仮面を身に着けた男性ヒーロー。
チャージ時間に応じて威力が増すスナイパーライフル「ナイトラスト」を使用する。通常スキルは、敵の視界を遮り、継続ダメージを与えるエリアを生成する「ダークフォール」と、大ジャンプし、スコープを覗いている間はゆっくりと落下する「シャドウリープ」。スーパースキルは、敵の体力を吸収するビームを短時間発射する「ダークレイ」と、味方が2地点間をテレポートできる転送装置を設置する「テレポーター」。パッシブスキルは、敵が近いと矢印で危険を察知する「シャドウウィスパー」。
ヘッドショット時の威力が非常に高い狙撃が最大の特徴。シャドウリープを使えば空中からの狙撃も可能だが、照準時は視野も狭くなるため、適切な位置取りが必要となる。近距離戦には弱いが、視界を遮るダークフォールや攻撃と回復ができるダークレイでカバーできる。
ジュデックス（Judex）
花火職人であり、犯罪と戦う侠客でもある女性ヒーロー。
長射程、高威力のレバーアクションライフル「HC-1ヘヴィライフル」を使用する。通常スキルは、閃光弾を投げ、範囲内の敵の目をくらませる「FS-105閃光弾」と、グレネードを投げ、範囲内の敵にスロー、照準速度低下を与える「G10スタングレネード」。スーパースキルは、燃焼弾を投げ、一定時間広範囲を火の海にする「MK60燃焼弾」と、範囲内の敵にスキル使用不可を与えるボムを投げる「SD60抑制弾」。パッシブスキルは、リロード時に体力が回復する「レゾリュート」。
中遠距離から高火力を叩き出せる射撃が最大の特徴。一方、射撃以外のスキルは全てグレネードによる範囲攻撃。与える効果はどれも強力だがクールタイムが長めなため、適切なタイミングでの使用が求められる。
ファーリン（Fua Ling）
旧称は「フェザー」。シーズン1のパスの報酬として登場した、弓術の達人であるポニーテールの女性ヒーロー。
チャージ時間に応じて飛距離と威力が増す弓「コンパウンドボウ」を使用する。通常スキルは、範囲ダメージとスロー効果を与えるボムを投げる「スロウボム」と、後方にダッシュし、短時間ステルス状態になる「ペタルアウト」。スーパースキルは、ジャンプしてシールドを獲得し、空中から矢を3連射する「ブラストアロー」と、竜巻を生み出し、触れた敵を空中でスタンさせる「ツイスター」。パッシブスキルは、一定時間ごとに前方扇型のエリアの敵を可視化する「赤外線スキャン」。
弓矢による遠距離攻撃が魅力のヒーロー。チャージ時間が短いため連射しやすく、装弾数が無限のためリロードの必要もない。似た性能を持つオーサス同様近距離戦では弱いが、ペタルアウトやスーパースキルでピンチを回避できる。
ガトリン（Gatlyn）
シーズン3のパスの報酬として登場した、重火器の設計に情熱を注ぐ女性ヒーロー。
連射力と近距離ダメージが高いガトリングガン「XM2140ロータリーガン」を使用する。通常スキル「オーバーチャージ」の発動中は射撃の威力と安定性が向上し、被ダメージも軽減されるが、移動速度、連射速度、装弾数が減少する。第2通常スキルは、短時間連射速度が増加するが、ヘッドショットできなくなる「リミットオフ」。スーパースキルは、敵の攻撃を防ぐフィールドを展開する「フォースフィールド」。パッシブスキルは、射撃がヒットした敵に一時的なスローを与える「リーサルブレット」。
近距離、遠距離それぞれに特化した2種類の戦闘スタイルを持つヒーロー。通常時は距離による射撃のダメージ減衰が大きく、オーバーチャージ時は機動力低下の影響で近づかれると一気に不利になるため、グロリアと同じく臨機応変な形態変更が求められる。装弾数は多いが弾薬の消費が激しく、リロードはかなり遅い。
ラシア（Lacia)
くノ一のような見た目をした水色の髪の女性ヒーロー。
チャージ時間に応じて3段階まで威力が上がる「充電式光ビームクロスボウ』を使用する。通常スキルは、風に乗って高速移動しつつ弾薬を1つリロードし、次の射撃を即座に最大チャージする「風の回避」（2回までストック可能）と、爆発するクナイを設置し、範囲内の敵にスローを与え可視化する「ゲイルシャドウクナイ」。スーパースキルは、全ての敵を可視化し、壁や敵を貫通するビームを合計3発放つ「秘術：ボイドボルト」。パッシブスキルは、ヘッドショット時に弾薬を1つリロードする「転生」。
最大チャージ時の威力が高い射撃や壁越しで攻撃できるボイドボルトが魅力の遠距離砲台系ヒーロー。近距離戦は苦手だが、風の回避のおかげで近づかれても素早い退却と反撃ができる。安定性は高いものの、敵を素早く仕留めるにはヘッドショットが鍵となる。
ダイモン（Daimon）
SS3のパスの報酬として登場した悪魔のような見た目の女性ヒーロー。
スコープ付きのライフル「ラース・キャノン」を使用する。通常スキルは、一定距離をジャンプし、壁に当たるとその場で滞空する「グリーディ・リープ」と、ボムを投げ、範囲内の敵を一定時間ジャンプできなくする「レイジーボム」。スーパースキルは、飛距離に応じて広がる波動を放つ「グラトン・ビーム」（2回までストック可能）。パッシブスキルは、一定時間ダメージを受けずにいると少量のシールドを獲得する「アロガント・シールド」。
高威力の射撃とレイジーボムによるジャンプ抑制が魅力のヒーロー。グリーディ・リープにより空中からの射撃も可能だが、似た性能を持つ風間の飛行モードとは異なり、無限に滞空できるが壁際限定という制約がある。グラトンビームはジャンプで避けられやすいものの、レイジーボムのヒット後に放てばコンボにできる。

### ヴァンガード
高い耐久性能を活かして敵の攻撃を防ぎ、チームの盾となることを得意とするヒーロー。チーム内にヴァンガードのヒーローが1人いる場合、そのヒーローが受けるダメージが軽減される（2人以上いるときは無効）。
ルビー（Ruby）
優雅な外見をしているが、実は危険人物と噂されている女性ヒーロー。
3枚のカードを素早く投げる「フォースカード」を使用する。通常スキルは、前方に移動するバリアを展開して攻撃を防ぐ「マジックバリア」と、敵をスタンさせるカードの塊を飛ばす「エクスプロードカード」。スーパースキルは、一定時間敵を追尾するミサイルを連射する「シーカーミサイル」。パッシブスキルは、マジックバリアの周囲にダメージを軽減できるエリアを発生させる「誘導バリア」。
防衛範囲が非常に広いマジックバリアが最大の特徴。バリアの耐久は低めだが、クールタイムの短さがそれを補っている。シーカーミサイルは発動までかなり時間がかかるが、複数の敵に大ダメージを与えることができるため、発動のタイミングが非常に重要となる。
ジャバリ（Jabari）
黄色い潜水服のような衣装を身に着けた、スライムのような特異体質のヒーロー。
近距離での威力が高い電気式武器「ブリッツランチャー」を使用する。通常スキルは、大きなバリアを掲げ、破壊されるまで攻撃を防ぐ「エナジーバリア」と、飛距離の長い電流を発射する「サンダーストライク」（2回までストック可能）。スーパースキルは、一定時間高速回転してダメージ軽減と移動速度増加を獲得し、敵を連続攻撃する「トルネード」と、シールドを掲げ、シールドを攻撃した敵に反射ダメージを与える「パルスリフレクション」。パッシブスキルは、周囲の味方の攻撃力を増加させる「マグネティックフィールド」。
全ヒーロー中3位の総合体力を持ち、広範囲を防衛できるエナジーバリアを主体としたディフェンシブな立ち回りを得意とする。パッシブやスーパースキルによるサポート性能も魅力。バリアの耐久力は高いが発動中は攻撃できず、背後は無防備になってしまうため、発動中は常に周りに注意する必要がある。
ビクター（Victor）
ジャージを着た大柄なロボット型ヒーロー。
グロリアのものと似た性能の「3連ショットガン」を使用する。通常スキルは、前方に高速で突進して敵をノックバックさせる「ワイルドチャージ」（2回までストック可能）と、武器を回転させて一定時間ダメージを軽減し、被弾時にワイルドチャージのクールタイムが短縮される「ロバスト」。スーパースキルは、ジャンプして勢いよく着地し、範囲内の敵にダメージとスタンを与える「ジャンプクエイク」と、一定時間移動速度が大きく上昇し、当たった敵を上に放り投げてダメージを与える「ランペイジ」。パッシブスキルは、スキル使用時に弾薬を全てリロードする「クイックリロード」。
全ヒーロー中トップの総合体力を持つ。直接味方を防衛する手段を一切持たないが、近距離戦に特化しており、高威力の射撃や突撃、移動抑制により敵のペースを崩すことで間接的に味方を防衛できる。パッシブによりリロード回数を減らせるのも魅力。
フォード（Fort）
最新鋭のメカ技術を搭載した装甲に身を包んだ男性ヒーロー。
敵や壁に着弾後少し遅れて爆発するミサイルを5発放つ「反物質ミサイル」を使用する。通常スキルは、前方にバリアを設置して攻撃を防ぐ「反物質バリア」と、一定時間ダメージ軽減と状態異常無効効果のあるシールドを張る「反物質アーマー」。スーパースキルは、指定地点に重力の渦を発生させ、範囲内の敵を拘束する「グラビティスワール」と、時限爆弾を設置し、爆発時に範囲内の敵に一定時間スキル使用不可、スローを与える「アニヒレーションボム」。パッシブスキルは、一定時間ダメージを受けずにいると追加のシールドを獲得する「インパクトシールド」。
反物質バリアや敵の行動を抑制できるスーパースキルを活かした前線での高い防衛能力やエリアコントロール性能が魅力。射撃の攻撃間隔が長いが、全弾ヒット時の威力は高い。また、パッシブのおかげでシールドの数値が非常に高く、被弾しても比較的早く復帰できる。
ゼロ・ケルビン（Zero-Kelvin）
シーズン4のパスの報酬として登場した、アイスホッケー選手である大柄な男性ヒーロー。
スロー効果のある短距離の「アイスブラスター」を使用する。通常スキルは、敵の攻撃を防ぐ雪玉を出現させる「スノーボール」。雪玉出現中、このスキルはスティックを振る技に変化し、雪玉を打ち飛ばして攻撃したり、直接ヒットさせたりできる。第2通常スキルは、雪だるまに隠れて短時間無敵になり、体力を持続回復する「フローズンヨーグルト」。スーパースキルは、縦横無尽に転がる3つの雪玉を一定時間出現させる「スノーボールエフェクト」。パッシブスキルは、雪玉の近くにいると体力が少しずつ回復する「アイスセラピー」。
雪玉を使った防御や高威力の遠距離攻撃を主体としたトリッキーな戦法を得意とする。パッシブやフローズンヨーグルトのおかげで回復力も高いが、射撃の火力が低いため雪玉がない時の性能は控えめ。そのため、雪玉をいかに上手く扱えるかが鍵となる。
フェイド（Fade）
シーズン5のパスの報酬として登場した、白髭を生やした海賊王の大男。
壁や障害物で跳ね返りながら転がる砲弾を撃ち出す「量子キャノン」を使用する。通常スキルは、敵を巻き込みながら突進し、壁にぶつかると大ダメージを与える「プランダーラッシュ」と、自分の周りにシールドを生成して攻撃を防ぐ「クオンタムシールド」。スーパースキルは、ブラックホールを発生させ、範囲内の敵を武器に取り込んで吹き飛ばす「アトムフェイド」。パッシブスキルは、攻撃を受けるたびにプランダーラッシュのクールタイムが短縮される「C-コンバージョン」。
ビクターと並んで全ヒーロー中トップの総合体力を誇る。エリアコントロール性能が高く、爆発範囲の広い砲弾や敵の行動を封じるスキルで場を制圧でき、範囲は狭めだがシールドも持つ。しかし砲弾の装弾数が2発しかなく、またリロードも遅い。
斧（オノ / Ono）
SS2のパスの報酬として登場した、武道家である大柄なアフロヘアーの男性ヒーロー。
スロー効果のある弱い刃を2回投げた後、強力な刃を投げる3段攻撃「ストームブレード」を使用する。通常スキルは、自分と味方1人に攻撃を防ぐバリアを張る「ポータブルバリア」と、広範囲の敵をノックバックする「激怒スラッシュ」。スーパースキルは、敵を押し戻すビームを一定時間発射する「ショックビーム」と、発動後一定時間内に倒された場合、時間差でその場で復活し、爆発ダメージを与える「バトルフィールド・リバース」。パッシブスキルは、ストームブレードの3段目が敵を貫通するようになる「強化ブレード」。
総合体力はジャバリと並んで全ヒーロー中3位。遠距離からでも付与できるバリアや長射程のブレードを駆使して後方から味方を防衛することを得意とする。攻撃動作が全体的に重いが、その分ダメージは高く、移動抑制効果も多く備えている。また、激怒スラッシュはヒット時にクールタイムが短縮される。

### フランク
高い機動性を活かして素早く動き回り、敵を翻弄っすることを得意とするヒーロー。
シア（Shell）
ガントレットのような多機能義手を装着した、ハッカーの女性ヒーロー。
命中時間に応じてダメージが増加する短距離の「ビームガン」を使用する。通常スキルは、短時間無敵、ステルス状態になり移動速度が上昇する「ディメンションワープ」と、時間差で周囲に波動を放ち、ダメージとスローを与える「ディメンションバースト」。スーパースキルは、敵にダメージとスローを与えるライト球を射出し、再発動でその位置にワープする「ディメンションギャップ」と、周囲の敵をその場で短時間浮遊させる「グラビティキャンセル」。パッシブスキルは、攻撃が当たるたびに体力が少量回復する「エネルギー共振」。
ディメンションワープや移動抑制スキルを駆使し、戦闘を自分のペースへ持っていくことを得意とする。ディメンションワープは射撃がヒットするたびにクールタイムが短縮されるため、戦闘中に頻繁に使用して敵を惑わすことができる。しかし性能上火力を出すのに時間差があるため短期決戦は苦手だが、連射力が高いため頭を狙えば素早く倒せる。
風間隼（かざま しゅん / Kazama）
旧称は「シュン」。宇宙服のようなスーツを身に着けた、ぽっちゃりした体形の少年。
射程無限の弾を撃ち、広範囲に爆発ダメージを与える「ロケットランチャー」を使用する。通常スキルは、一定時間ジェットパックで滞空できる「飛行モード」と、一定距離を高速で飛行する「ジェットフライト」。スーパースキルは、指定方向に突撃し、着地時に範囲ダメージを与える「チャージアサルト」と、上空から最も近い敵を追尾するビームを発射する「オービタルボンバー」。パッシブスキルは、射撃がヒットするたびに弾薬を1つリロードする「スマートサプライ」。
SS1にてロールがダメージからフランクに変更された。空中戦に特化したスキルセットを持ち、空中から高威力の攻撃を放つことができる。また、ジェットフライトにより空中での機動力が高く、地形のショートカットも簡単にこなせるが、地上からの集中砲火には弱い。
エリー（Aleta）
一見普通の少女だが、実は凄腕の技術者。
連射速度が非常に速い2丁の「消音サブマシンガン」を使用する。通常スキルは、短距離をダッシュする「ファントムダッシュ」（空中でも使用可能、3回までストック可能）と、3秒前にいた場所へワープし、体力を回復する「ファントムリターン」。スーパースキルは、ステルス状態になり、爆発する分身を飛ばす「デコイバースト」と、一定時間移動速度増加、持続回復、弾薬無限の3つを獲得するが、ダメージは低下する「デコイブラスト」。パッシブスキルは、2段ジャンプが可能になる「ダブルジャンパー」。
ファントムダッシュを主体とした多彩な移動スキルによる機動力の高さが特徴。ファントムダッシュはパッシブの2段ジャンプ後も使用できるため、上手く使えばさらに高い機動力を発揮できる。しかし全体的にスキルの性能にクセがあるため、扱うにはテクニックが求められる。
ディギー（Diggy）
自身の粒子形態を操り、魚の姿に変身できる女性ヒーロー。
装弾数が2発しかない代わりに連射速度とリロード速度が非常に速い「二連式散弾銃」を使用する。通常スキルは、魚に変身して移動速度増加と持続回復を獲得し、終了時に範囲ダメージとスローを与える「幻化」と、指定地点に時間差でワープしてダメージを与える「サブマリン」。スーパースキルは、魚に変身して4回ジャンプし、範囲ダメージとノックバックを与える「幻化バースト」と、結界を張り、触れた敵に継続ダメージとスタンを与える「宇宙結界」。パッシブスキルは、幻化中の回復量がさらに多くなる「粒子リペア」。
幻化を主体とした移動スキルにより素早い接近や退却ができる近距離戦特化のヒーロー。移動抑制効果の多さも魅力。総合体力は中程度なため長期戦には弱いが、幻化には回復効果もあるため退却後も比較的早く復帰できる。
ジョニージェット（Johnny Jet）
スプレー缶を持った、自称ストリートアーティストの男性ヒーロー。
一定時間噴射するとクリティカルが発生し、短時間スロー効果を与える「パワーブラスター」を使用する。通常スキルは、ジャンプして着地時にスペースを形成し、スペース内にいるとステルス状態になって体力が少しずつ回復する「カオシックスペース」（2回までストック可能）と、破壊されるまで近くの敵に継続ダメージとスロー効果を与える装置を設置する「スプレータンク」。スーパースキルは、インクを流出させるタンクを設置し、継続ダメージとスロー効果を与える「カラフルタンク」。パッシブスキルは、カオシックスペース内での移動速度が上昇する「カラフルブレンド」。
カオシックスペースを駆使したスピーディな立ち回りを得意とする。ステルス、回復が低い耐久力をカバーしており、さらにスロー効果も使いこなせるが、ほぼ全てのスキルが継続ダメージのため短期決戦には弱い。
ヤア（Yaa）
シーズン2のパスの報酬として登場した、陸上選手のような見た目の女性ヒーロー。
連射力が高い「ストームピストル」を使用する。通常スキルは、前方に高速で突進してダメージを与える「デスウィンド」と、シールドを構えて短時間攻撃を防ぎ、飛び道具で反撃する「カウンターテンペスト」。スーパースキルは、一定時間移動速度が上昇し、敵を貫通する飛び道具を放てるようになる「ブリーズブラスト」と、竜巻と化して高速移動し、移動した跡に3つの竜巻を残す「ハリケーンパワー」。パッシブスキルは、デスウィンドのヒット時にシールドを獲得する「ウィンドガード」。
高速移動しつつ攻撃できるデスウィンドは敵を倒すとクールタイムがリセットされるため、連続で敵を倒せば非常に高い機動力を発揮できる。またカウンターや高威力の飛び道具も使えるが、射撃の火力が低く、装弾数も少ない。
ヴィンセント（Vincent）
紳士的な衣装に身を包んだ、元殺し屋の年老いた男性ヒーロー。
中遠距離ではハンドガンで攻撃し、近距離では杖に仕込んだ剣で敵を一撃で仕留める「スパイキット」を使用する。通常スキルは、敵1体に完璧に変装する「変装マスター」。変装中に攻撃を受けると、ダメージ軽減と同時に短時間ステルス状態になる。第2通常スキルは、前方へ自動で移動する分身を出現させる「偽装プロトタイプ」。スーパースキルは、変装マスターより長い時間ステルス状態になることができる「光学ステルス」。パッシブスキルは、敵を倒すと体力を回復する「アウトフォックス」。
変装、ステルス、一撃必殺技と、暗殺者らしいスキルセットが特徴。ステルス中は移動速度が上がり、強力なシールドも獲得できるが、終了後は短時間攻撃不能になる。非常に高い奇襲性能を誇る反面、総合体力が全ヒーロー中最下位かつ非常に特殊な立ち回りが求められるため、扱うには高度なテクニックが必要となる。

### サポート
回復などの能力を駆使して味方を支援し、生存させることを得意とするヒーロー。サポートのヒーローは、一定時間ダメージを受けていなければ体力が徐々に回復する。
シンドレー（Sindri）
機械工学を学んでいる赤い丸眼鏡の少女。
敵や壁に当たると爆発する弾を3発発射する「工学バスターガン」を使用する。通常スキルは、破壊されるまで近くの敵を自動攻撃するボール型ドローンを任意で設置・回収できる「アンガーボールアタック」と、自分とドローンから回復効果のあるオーラを発生させる「レイジライト」。スーパースキルは、短時間近くの敵をレーザーで自動攻撃する装置を2つまとわせ、シールドが向上する「エンハンスアンガーボール」と、範囲内の味方にシールドを与える（5回まで）装置を設置する「アンガードロップ船」。パッシブスキルは、ドローン回収時にシールドを獲得する「アンガーボールアシスト」。
SS1にてロールがダメージからサポートに変更され、自分とドローンの周囲の味方を少しずつ回復するパッシブ効果が追加された。
敵を自動攻撃するドローンが最大の魅力。レイジライトの回復効果は重複しないが、双方の位置によっては広範囲を回復できる。またシールドも使用でき、様々な面から味方をサポートできるが、ドローンがない時の性能は控えめ。
アイリス（Iris）
オレンジ色のツインテールが特徴的な女性ヒーロー。
レーザー光線を1発ずつ発射する中距離用の「エネルギーリピーター」を使用する。通常スキルは、味方1体にオーラを発生させ、範囲内の味方を持続回復する「ヒーリングオーラ」と、近くの敵に電気をまとわせ、受けるダメージを増加させる「バーストアーク」。スーパースキルは、装置を設置して一定時間広範囲の味方を持続回復する「ワイドヒール」と、ボールを空に放ち、見た敵の目をくらませる（視点をずらすと解除される）「ライトボール」。「パッシブスキルは、自身が撃破に関与した敵から回復アイテムが出現する「サンプリング」。
複数の味方を自動で継続回復できるスキルが魅力。また、バーストアークのおかげで攻撃力もある程度確保できる。オーラの範囲は広いものの、自身が倒されると消えてしまうため、オーラを付与している味方から離れないように立ち回ることが求められる。
ラブラ（Labura）
小さなUFOに乗った黄緑色の異星人。オスである。
連射速度の速い弾を撃ち、小範囲にダメージ及び味方への回復を与える「胞子ランチャー」を使用する。通常スキルは、味方や敵の間を行き来する波動を撃ち、敵にはダメージ、味方にはシールドを与える「セルファイア」と、破壊されるまで味方を死から守るエリアを生成する「エターナルジェネレータ」。スーパースキルは、一定時間自動で射撃する分身を1つ残し、連射速度が増加するが、ダメージは低下する「サモンクルー」と、前方広範囲の敵を短時間変身させて攻撃を封じる「チェンジ！」。パッシブスキルは、与えたダメージの一定割合がシールドに変換される「チャージシールド」。
SS1にてロールがダメージからサポートに変更された。回復、シールド、デス回避などと幅広いサポート能力が魅力のヒーロー。パッシブやセルファイアのおかげでサポートヒーローの中では耐久力が高いが、攻撃力は低い。
ケミスト（Chemist）
ピンクと白を基調とした衣装が特徴的なボブカットの女性ヒーロー。
味方には回復、敵にはダメージを与える「バイオグレネード」を使用する。通常スキルは、通常より効果の弱いバイオグレネードを素早く連射する「ラピッドショット」と、回復抑制効果のある弾を撃つ「ライフブロッカー」。スーパースキルは、自身または味方1体を強化し、体力全快、与ダメージ増加、被ダメージ軽減を付与する「ポテンシャルトリガー」と、敵に継続ダメージを与えるエリアを発生させ、範囲内の敵の数が多いほどダメージが上がる「ライフレゾナンス」。パッシブスキルは、射撃とラピッドショットに追加の持続回復効果が付与される「インプルーヴァー」。
範囲回復や単体強化による強力なサポート性能が特徴。ポテンシャルトリガーは自己強化も可能なため、ピンチの際は自己強化でデスを回避できる。また、回復を抑制できるライフブロッカーにより敵のサポート対策もできる。回復力が非常に高い反面、攻撃力、耐久力は低い。
ネオン（Neon）
SS1のパスの報酬として登場した、植物生態学を学ぶ学生である女性ヒーロー。
中距離用のピストル「フラワーファイア」を使用する。通常スキルは、味方1人に回復効果のある光を送り続ける（対象の切り替えも可能）「フラワーライト」と、指定した味方の側へワープし、体力を回復させる「リターンフラワー」。スーパースキルは、自分とフラワーライトの対象の味方を一定時間無敵にするが、自分は攻撃不能になる「フラワーウォール」と、味方1人に与ダメージ上昇、被ダメージ軽減を与え、与えたダメージの一定割合を回復させる「花の怒り」。パッシブスキルは、フラワーライト発動中に移動速度が増加する「フラワーウィンド」。
単一ヒーローのサポートに特化したスキルセットを持つ。フラワーライト発動中は弾薬が自動リロードされ、さらに体力満タンの味方にはシールドを与えるため過剰回復にはならないが、障害物で遮られる上、前線では臨機応変な対象の切り替えが必要となる。耐久力も低く、扱うにはテクニックが求められる。

## 開発
『T3アリーナ』は開発、更新、オンラインベータテストを同時に実行したゲームである。XDは、本作の正式リリースの1年ほど前にプライベートベータテストを開始し、その後マイナーアップデートを毎週リリースし、メジャーアップデートを月1回リリースするというスケジュールの下で運営を進めた。XDはこの理由について、プレイヤーから直接フィードバックを受け取り、それに応じた調整をタイムリーに実行できるという利点があるからと述べている。
本作の開発チームはシューティングゲームというジャンルを愛しており、『T3アリーナ』は『オーバーウォッチ』や『Team Fortress 2』のような人気を博していたシューティングゲームからインスピレーションを受けて制作された。2022年11月のアップデートで実装された「順位決定戦（ランクマッチ）」は、『ブロスタ』と『リーグ・オブ・レジェンド：ワイルドリフト』のシステムを参考に制作されている。
また、「シューティングゲームは高度なスキルを要するものが多いと見なされることがよくある」という影響を受け、『T3アリーナ』はカジュアルなプレイヤー層へのアピールとして「自動発砲機能」を導入している。XDは、自動発砲のシステムはゲームにあまり影響を与えず、習得が容易で、マニュアルでのシューティング体験に匹敵する可能性があると述べている。